# Ґадарик
Ґадарик (Gadarich, Gadareiks, Gadarichus) — легендарний король готів, який жив приблизно у 2 столітті.

## Життєпис
Давньоримський історик Йордан двічі згадується Ґадарика у своїй Гетиці. В нього було також прізвисько «Великий», що може вказувати на існування іншого Ґадарика. 
Належав до четвертого покоління готських королів після їх міграції під проводом короля Беріга. Він був королем готів у Готікскандзі.
У нього був син і наступник король Філімер, який повів готів на південь до Оюма в Скитії, на Північному Причорномор'ї.